# Eddie Karnil
Eddie Edvardo Karnil, född den 20 januari 1936 i Köpenhamn, död den 12 september 2008 i Odense, var en dansk skådespelare.
Karnil utbildades på Skuespillerskolen vid Odense Teater under 1963, men började redan vid åtta års ålder som artist på Cirkus Benneweis. Han debuterade på scenen under 1960 i Galilæi liv på Odense Teater och spelade på teatern stora delar av sin karriär. Han medverkade dessutom i flera filmer.

## Filmografi
- Det kære legetøj (1968)
- Amour (1970)
- Med kærlig hilsen (1971)
- Livsens Ondskab, tv-serie (1972)
- Kun sandheden (1975)
- Den korte sommer (1976)
- Jeppe på bjerget (1981)